# Levon Helm
Mark Lavon Helm (26. maj 1940 i Marvell, Arkansas – 19. april 2012 i New York) var en amerikansk rockmusiker, bedst kendt som trommeslager i rockgruppen The Band. Helm er også kendt for sin sjælfulde country-lignende stemme og sin kraftfulde trommestil, som man kan høre i mange af The Bands sange, så som "The Weight", "Up on Cripple Creek", "King Harvest", "Ophelia" and "The Night They Drove Old Dixie Down".

## Barndom og ungdom
Levon Helm blev født i Marvell, Arkansas og begyndte at spille guitar i en alder af otte år. Helm spillede trommer som ung og dannede sin første gruppe, The Jungle Bush Beaters, mens han gik i high school. Han var påvirket af radioshowet Grand Ole Opry og rhythm and blues-sange, som han hørte på radiostationen WLAC, der sendte fra Nashville i Tennessee.
Helm blev interesseret i rock and roll efter at have været til en Elvis Presley-koncert. Han flyttede fra Arkansas til Memphis i Tennessee, hvor han blev påvirket af Bo Diddley og Conway Twitty. Som 17-årig blev han inviteret med i gruppen The Hawks, der var musikalsk opbakning til rockabilly-sangeren Ronnie Hawkins. Kort tid efter Helm var blevet medlem af The Hawks, flyttede de til Toronto, Ontario i Canada, hvor de i 1959 underskrev en kontrakt med Roulette Records. De udgav flere singler, hvoraf nogle blev hits.
I begyndelsen af 1960'erne hyrede Helm og Hawkins en række canadiske musikere til gruppen: Robbie Robertson (guitarist), Rick Danko (bassist), Richard Manuel (pianist) og Garth Hudson (el-organist, saxofonist, klarinetist mm.). I 1963 gik Hawkins og gruppen hver til sit. Gruppen begyndte at turnere under navnet Levon and The Hawks, og senere Canadian Squires, før de igen kaldte sig The Hawks. De indspillede to singler, men uden stor succes.

## The Band
I midten af 1960'erne blev Bob Dylan interesseret i at spille elektrisk rockmusik, og bad The Hawks om at blive hans baggrundsmusikere. Modløs efter fanskarens negative reaktioner på Dylans nye lyd, vendte Helm tilbage til Arkansas, hvor han blev i to år. Mens Helm var væk, var gruppen flyttet til Woodstock i New York. De begyndte at skrive deres egne sange; Danko og Manuel blev medforfattere sammen med Dylan på et par sange.
I 1967 vendte Helm tilbage til gruppen, som nu simpelthen blev kaldt The Band. De indspillede Music From Big Pink, der gjorde dem berømte. Helm blev i gruppen indtil deres afskedsoptræden, The Last Waltz, i 1976. Helm udtrykte afsky ved den måde koncertfilmen blev redigeret på, og sagde at Robertson fik forholdsmæssigt for megen opmærksomhed, mens Manuel og Hudson ubamhjertigt var placeret på sidelinjen.
Efter The Bands opløsning, begyndte Helm at arbejde på soloalbummet Levon Helm and the RCO All Stars, der kort tid efter blev fulgt op af albummet Levon Helm. I 1980 indspillede han soloalbummerne American Son og i 1982 (igen) Levon Helm.
I 1983 blev The Band gendannet uden Robbie Robertson, men under en koncertturne i 1986 begik Manuel selvmord. Helm, Danko og Hudson fortsatte i The Band, og udgav albummet Jericho i 1993 og High on the Hog i 1996. Det sidste album fra The Band til dato var 30-års-jubilæumsalbummet Jubilation i 1998.

## Skuespil, forfatterskab
Helm har spillet med i flere film, blandt andre Coal Miner's Daughter og sammen med Wilfred Brimley i End of the Line (1988), som fortæller i The Right Stuff (1983). I 2005 medvirkede han i filmen The Three Burials of Melquiades Estrada, instrueret af hovedrolleindehaveren Tommy Lee Jones. I 2007 medvirker han i Shooter.
Helm udgav sin autobiografi, This Wheel's on Fire i 1993, der var meget kritisk over for Robbie Robertson.

## Helbredsproblemer og bedring
Helm fik diagnosen strubekræft i 1990'erne, og fik kemoterapi. Selv om svulsten blev fjernet, blev hans stemmebånd beskadiget; hans klare kraftfulde tenor blev erstattet af en stille hvæsen. I de seneste år er hans stemme blevet bedre, og den 27. november 2004 sang han for første gang under en af sine Ramble Sessions-optrædener.
Pr. 2006 optræder Helm med sit bluesband The Levon Helm Band, hvis medlemmer tæller datteren Amy Helm og bluesharmonicaspilleren Little Sammy Davis. Han er vært for Midnight Rambles (indspillede jamsessioner) i sit hjem i Woodstock, som er åbne for offentligheden. Kunsterne der har optrådt i Helms Rambles er blandt andre Garth Hudson fra The Band, foruden Elvis Costello, Emmylou Harris, Dr. John, Allen Toussaint, Donald Fagen fra Steely Dan samt Jimmy Vivino fra Max Weinberg Seven (der leverer musikken til talkshowet Late Night with Conan O'Brien).